# Luh nad Svatavou
Luh nad Svatavou (németül: Werth) Sokolov településrésze Csehországban a Karlovy Vary-i kerület Sokolovi járásában. Központi községétől 1 km-re északra fekszik. A 2001-es népszámlálási adatok szerint 35 lakóháza és 30 lakosa van.